# أوتينغ أم أميرسيه
بَلدَة أُوتِّينغٌ أَم أَمِّيرسِيّه (بالأَلمانِيَّة: Gemeinde Utting am Ammersee) هي بَلدَة أَلمانِيَّة في مِنطَقَة لَانْدسبِيرغٌ أَم لِش التَّابِعة لمُحافظة باڤارِيا العُليَا في وِلاَية باڤارِيا في جُمهُوريَّة أَلمَانيَا الاِتّحاديّة بمِساحة تُقَدَّر بحَوالَي 19 كم².

## توأمة
لأوتينغ أم أميرسيه اتفاقيات توأمة مع:
- أوري

## أعلام
- غوتفريد يوحنا
- هانس كورتي
- كلير واتسون
- أوتو رويتر

## وُصلات خارجيّة
- الصّفحة الرّسميّة لِبَلدَة أُوتِّينغٌ أَم أَمِّيرسِيّه (باللُّغَةُ الألمانِيّة).

## مَراجع
1. ↑  "Alle politisch selbständigen Gemeinden mit ausgewählten Merkmalen am 31.12.2018 (4. Quartal)" (بالألمانية). Statistisches Bundesamt. Archived from the original on 2019-03-10. Retrieved 2019-03-10.
2. ↑  Alle politisch selbständigen Gemeinden mit ausgewählten Merkmalen am 31.12.2023 (بالألمانية), Statistisches Bundesamt, 28. Oktober 2024, QID:Q131220759, Archived from the original on 17 November 2024 {{استشهاد}}: تحقق من التاريخ في: |publication-date= (help)
3. ↑  GeoNames (بالإنجليزية), 2005, QID:Q830106